# Domenico Adelasio
Domenico Adelasio (ur. ok. 1495 w Bergamo, zm. po 7 września 1555, prawdopodobnie w Bolonii) – włoski dominikanin i inkwizytor.
Pochodził z Bergamo, z rodziny należącej do miejscowej szlachty. Wstąpił do zakonu dominikanów i od 1536 do 1554 sprawował urząd inkwizytora diecezji Bergamo. W latach 1540–1542 był nadto przeorem konwentu w Modenie i w tym czasie wykonywał też  funkcje inkwizytorskie na terenie diecezji modeńskiej, w zastępstwie za inkwizytora Ferrary Tommaso Marii Beccadelliego. Po powrocie do Bergamo odegrał dużą rolę w postępowaniu inkwizycyjnym prowadzonym przez Kurię Rzymską przeciwko biskupowi Bergamo Vittore Soranzo, którego podejrzewano o proluterańskie sympatie i który ostatecznie w 1554 musiał wyrzec się swych poglądów. Nawet po pojednaniu Soranzo z Rzymem Domenico Adelasio pozostał jego przeciwnikiem i gromadził przeciwko niemu dowody. Działalność ta spotkała się jednak ze sprzeciwem władz Republiki Weneckiej, które zdecydowanie poparły biskupa. W listopadzie 1554 Adelasio został aresztowany i przewieziony do Wenecji. W maju następnego roku został zwolniony z więzienia, jednak z nakazem opuszczenia terytorium Republiki na zawsze. Adelasio został wówczas zastąpiony na urzędzie inkwizytora Bergamo przez Domenico de Caprino i udał się do Bolonii. W sierpniu 1555 był przesłuchiwany przez dominikanina Tommaso Scotti da Vigevano, zastępcę komisarza generalnego Rzymskiej Inkwizycji, na okoliczność poglądów religijnych kardynała Giovanniego Girolamo Morone, który był biskupem Modeny w latach 1529–1550. Po zakończeniu przesłuchań Domenico Adelasio pozostał w kontakcie korespondencyjnym z Tommaso Scottim; jego list do niego, datowany w Bolonii 7 września 1555, jest ostatnią wzmianką dokumentacyjną o nim, jaka się zachowała.